# Saint-Germain-d'Ectot
För andra betydelser, se Saint-Germain.
Saint-Germain-d'Ectot är en kommun i departementet Calvados i regionen Normandie i norra Frankrike. Kommunen ligger i kantonen Caumont-l'Éventé som ligger i arrondissementet Bayeux. År 2018 hade Saint-Germain-d'Ectot 278 invånare.

## Befolkningsutveckling
Antalet invånare i kommunen Saint-Germain-d'Ectot
Referens:INSEE